# 澳洲永久性居民

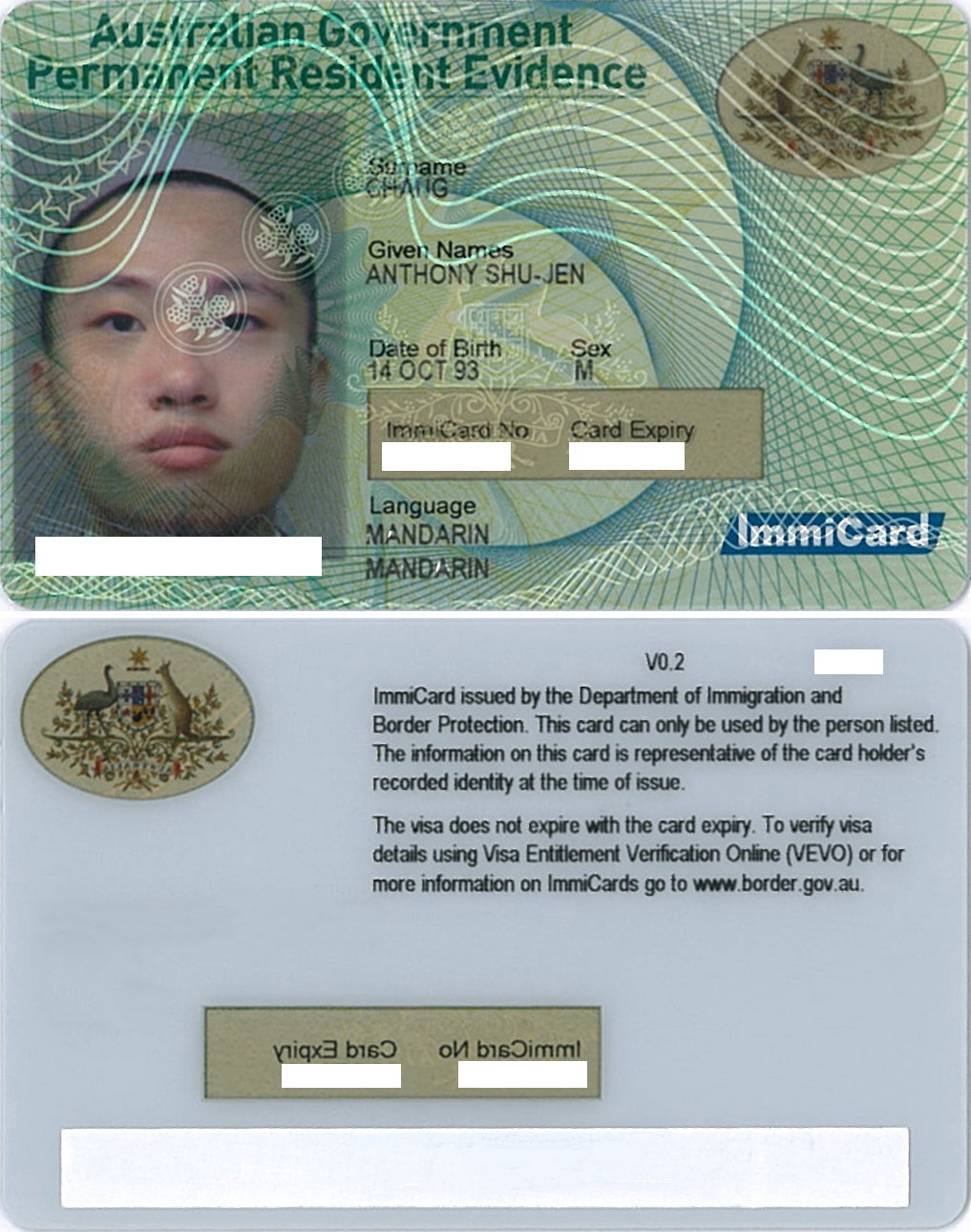
澳洲發放給獲得866永久保護簽證的難民的永久居民證明移民卡（綠卡）

澳大利亚永久性居民（Australian Permanent Resident），缩写为PR，是指因為持有澳大利亚永久居民簽證，從而可以永久居住於澳大利亚的外國公民。該簽證持有人並不是澳大利亚聯邦公民，但在積累一定的居住時間后可以歸化從而成為澳大利亚公民。

## 介紹
持有永久居民簽證的外國人可無限期於澳大利亚逗留。根據移民計劃，五年最初的簽證會與永久居住证一起發放。直到最初的簽證過期，簽證持有者便可以自由進出澳大利亚。永久性居民簽證的一大特點是，就算最新的簽證過期了，持有者還是可以在不触犯入境條例下無限期於澳大利亚逗留。
最初簽證過期後，如果持有者想繼續以永久居民身份進出澳大利亚，他們必需獲得一個常駐回歸簽證（RRV）。太長時間離開澳大利亚者，可能會喪失其永久居民身份。
永久性居民可能會被澳大利亚移民和边防部撤銷身份。但是除非是犯了法，否則不常出現。
現在有兩個計劃是授予永久居民身份的。第一個是「移民計劃」，主要是技術移民。2004-05年批出了120,000個簽證。第二是「人道計劃」，主要是給多尋予庇護者。2004-2005年發出了13,000個簽證。
大部份永久性居民經過一個等候期後，會符合資格成為公民。當等候結束，公民測試及參與典禮亦需時3－12個月。
永久性居民享有很多公民的權利，包括享有免費或津貼的法律、醫療和教育，但並沒有在聯邦選舉的投票權。部份州容許英聯邦國家的永久性居民在州或地方選舉投票。在1984年1月25日登記过投票的英聯邦國家公民，繼續享有投票權。
根據《跨塔斯曼海旅行安排》，紐西蘭公民只要領取一個特別的旅遊簽證，可以無限期地進入及逗留澳大利亚。如果在2001年2月26日後到達，而想享有永久性居民的權利，他們必需得到一個適合的永久性居民准許證。

## 可享受的權利以及福利
- 少量的工作限制。部份工作及大部份州或聯邦政府的工作，要求公民身份，而不只是永久居民身份。
- 有權在特定條件下申請澳大利亚公民身份。
- 有權可以在教育機構申請資助學額（大學學費無法申請貸款，大專文憑根據每個州，或有減免）。
- 人道計劃下的永久性居民及受資助的學生，在HECS-HELP計劃下可申請學費延期。
- 在滿足居民要求和保證條件，有權去保證親戚為永久性居民（即申請親屬團聚）。
- 在澳大利亚出生的孩子會成為澳大利亚公民。
- 有權去使用醫療及社會福利保障。有些保障需要2年的等候期。
- 在紐西蘭沒有限制的居住、工作、及就讀的權利（此權利是由紐西蘭政府授予的）。

## 移民卡
與美加等國不同的是，澳洲不對永久居民簽發卡式永久居留證。然而，對於獲得澳洲庇護的難民或一些特定的尋求庇護者，可向澳洲移民部申請取得移民卡（ImmiCard）。澳洲移民卡分為四種：
- 移民狀態證明移民卡（Evidence of Immigration Status ImmiCard）：紫色，發放給乘船非法入境的尋求庇護者（持050或051庇護簽證者），持070等候遣返過橋簽證者，以及獲得449、785、786、790臨時人道主義簽證或臨時保護簽證（英语：temporary protection visa）者。

- 永久居民證明移民卡（Permanent Resident Evidence ImmiCard）：綠色，發放給合法入境澳洲並在2013年3月23日後在澳洲境內獲得866永久保護簽證者。

- 居住判定移民卡（Residence Determination ImmiCard）：淺藍色，發放給從移民監居住到社區中的無簽證的非公民。

- 澳洲移民狀態移民卡（Australian Migration Status ImmiCard）：淺綠色，發放給澳洲從境外接收的無護照的難民和特殊人道主義簽證者，該移民卡帶有國際民用航空組織機讀碼，可用作首次入境澳洲時的旅行證件。

因發放給永久簽證持有者的移民卡為綠色，因此亦稱「綠卡」。